# Crozes-Hermitage, Drôme
Crozes-Hermitage är en kommun i departementet Drôme i regionen Auvergne-Rhône-Alpes i sydöstra Frankrike. Kommunen ligger i kantonen Tain-l'Hermitage som tillhör arrondissementet Valence. År 2022 hade Crozes-Hermitage 653 invånare.

## Befolkningsutveckling
Antalet invånare i kommunen Crozes-Hermitage
Referens:INSEE